# Провідницька вулиця
Провідницька вулиця — вулиця в Солом'янському районі міста Києва, місцевість Батиєва гора. Пролягає від Нововокзальної до Радісної вулиці.
До Провідницької вулиці прилучаються Громадська вулиця і прохід (сходи) до Нововокзальної вулиці.

## Історія
Провідницька вулиця виникла на межі XIX–XX століть під назвою 4-а Лінія. Сучасна назва — з 1958 року.